# Jam session
Jam session je hudební činnost, kdy muzikanti hrají (tj. „jamují“) pomocí improvizace, bez náležité přípravy nebo předem definované aranže.
Jam sessiony se často využívají pro účely tvorby nového materiálu, nalezení vhodných aranží, anebo jednoduše jako sociální setkání anebo společné procvičení. Jam sessiony mohou být založeny na existujících písních nebo skladbách, mohou být volně založeny na dohodnutých akordových postupech anebo schématu navržených jedním z účastníků, anebo mohou být naprosto improvizační. Jam sessiony jsou různého druhu, od velmi volných setkání amatérů až po sofistikované improvizované nahrávací sessiony, jejichž cílem je po editaci vydání v určité formě pro veřejnost.

## Jazz
Newyorská jazzová scéna během 2. světové války byla proslavená svými jam sessiony po zavírací hodině. Jednou z nejslavnějších byl pravidelný „after-hours“ jam v Minton's Playhouse v New York City, který fungoval od roku 1940 až do počátku 50. let. Jam sessiony v Minton's byly úrodným místem setkání a také půdou, na které se prosadili jak zavedení sólisté jako Ben Webster a Lester Young, a mladší jazzoví muzikanti, kteří se brzy měli stát vedoucími exponenty hnutí bebop, včetně Theloniouse Monka (pianista v Minton's house), Charlieho Parkera a Dizzyho Gillespieho. Jamy v Minton's byly legendární svými vysoce soutěživými „cutting contesty" (soutěž „kdo s koho“), při kterých se sólisté snažili udržet se s domácí kapelou a překonat jeden druhého ve schopnosti improvizace.

## Rock
Jak se instrumentální dovednosti popových a rockových muzikantů zlepšovaly v šedesátých a na počátku sedmdesátých let, stalo se jamování na pódiu také pravidelným rysem rockové hudby; kapely jako Pink Floyd, Cream, The Jimi Hendrix Experience, Deep Purple, The Grateful Dead, Led Zeppelin, Santana a Allman Brothers Band zařazovali živou improvizaci klidně i v délce nad patnáct minut.
Některé znamenité nahrané jamy v oblasti rocku:
- Bonus CD z 25. výročí alba Layla and Other Assorted Love Songs od kapely Erica Claptona počátku 70. let, Derek and the Dominos obsahuje několik dlouhých improvizovaných jamů mezi členy kapely a dalšími muzikanty, jako jsou The Allman Brothers Band, které následovaly historicky první setzkání těchto dvou kapel o něco dříve tentýž den. Jako důsledek tohoto jamu byl kytarista Duane Allman pozván, aby se připojil Dominos poté, co nahrál pouze tři skladby, a tím přidal významnou část výslednému LP.
- Soundtrack Tonite Let's All Make Love in London obsahuje 2 improvizované jamy nazvané Interstellar Overdrive a Nick's Boogie od Pink Floyd z počátku jejich existence. Druhý z nich je kompletní improvizace kolem rytmu bicích, který poskytl bubeník Nick Mason.
- Rozlučkové koncerty Last Waltz které vedl The Band v roce 1976, zahrnoval dva pozdně noční jam sessiony s Neil Youngem, Ronnie Woodem, Ericem Claptonem, Ringo Starrem a dalšími spolu se členy The Bandu. Tyto představení nebyly součástí filmu nebo původních nahrávek tohoto koncertu, který byl oficiálně představen veřejnosti poprvé jako součást 2002 box setu.
- Nastavená stopa „Apple Jamu“, která se ocitla na sólovém albu All Things Must Pass (vše musí přejít) George Harrisona z roku 1970 a je na něm většina sessionových muzikantů, kteří přispěli k tomuto LP.
- „Sister Ray“, „Some Kinda Love“ a „Foggy Notion“ od skupiny The Velvet Underground měly extenzivní live verze.
- Improvizovaná skrytá stopa „Gallons of Rubbing Alcohol Flow Through the Strip“ z alba In Utero (1993) od Nirvany a „poloimprovizovaná“ skrytá stopa z Nevermind (1991).
- „Three Minute Warning“ (tříminutové varování) z alba Liquid Tension Experiment od Liquid Tension Experimentu byl 28 minut dlouhý improvizovaný jam, výsledek byl tak neočekávaně plynulý, že se jej členové rozhodli ponechat ve vydaném albu.
- Bluesbreaker od Briana Maye a Friends nahraný během Star Fleet Projectu a obsahující Eddie Van Halena, Phil Chena, Alana Gratzera a Freda Mandela.
- Voodoo Chile, stopa objevující se na Jimi Hendrixově albu Electric Ladyland, která se směla stát základem pro jeden z nejznámějších Hendrixových songů – Voodoo Child (Slight Return) – je 15minutový blues-rockový kus s různými improvizovanými sekcemi.

### Jam bandy
Poslední dobou se jam band stal vlastním svébytným žánrem; ve stopách tvůrců jam bandu, Grateful Dead, představení skupin včetně Phish, moe., Umphreys Mcgee, a Widespread Panic obsahují výživné improvizační sessiony. Další kapely, jako Red Hot Chili Peppers také pravidelně zařazují živé jam sessiony. Progresivní rockové kapely Coheed and Cambria často končí svá show jam sessionem na motivy jejich songu „The Final Cut“ s různými nástroji.

## Bluegrass

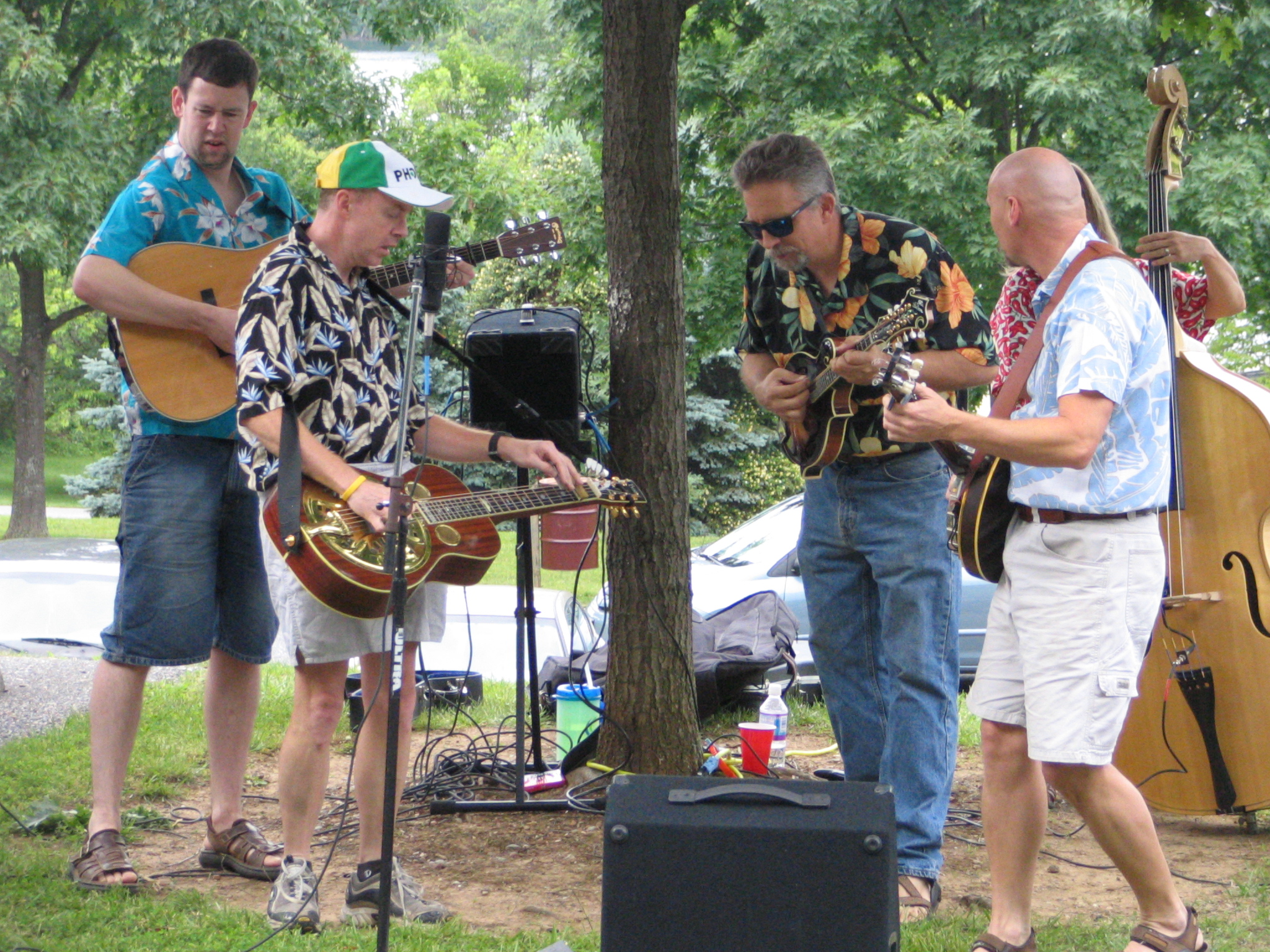
Bluegrass pickin'

Bluegrassová hudba také zahrnuje jamy do své tradice. Bluegrassové jamy se „dějí“ na parkovištích a v kempech bluegrassových festivalů, v obchodech s hudebninami, barech a restauracích a na pódiích. Bluegrassové jamy bývají rozděleny podle úrovní hráčských dovedností. Pomalé jamy (slow jams) pro začátečníky jsou vstupní branou. Otevřené bluegrassové jamy (open bluegrass jams) jsou otevřeny všem příchozím, avšak od hráčů na otevřeném jamu se očekává určitá úroveň dovedností. Schopnost slyšet pořadí akordů a dodržovat rytmus jsou základními předpoklady; schopnost hrát improvizovaná sóla, která obsahují alespoň náznak melodie, jsou žádoucí. Jamy, které vyžadují pokročilou muzikální dovednost jsou obecně soukromé (uzavřené), je potřeba pozvánky.